# Saturn Outlook
La Outlook è un'autovettura full-size prodotta dalla Saturn Corporation dal 2006 al 2010. È stata commercializzata con un solo tipo di carrozzeria, crossover SUV cinque porte. Era basata sul pianale Lambda della General Motors ed aveva il motore anteriore e trasversale. La trazione era anteriore oppure integrale.

## Storia
Il modello, che ha debuttato al salone dell'automobile di New York, condivideva il pianale con la Buick Enclave, la Chevrolet Traverse e la GMC Acadia. Come prezzo di vendita, era posizionata sotto la GMC Acadia e la Buick Enclave e allo stesso livello della Chevrolet Traverse.
La Outlook era in grado di trasportare fino a otto passeggeri, che potevano essere ospitati su tre file di sedili. La prima fila consisteva il due sedili singoli, mentre le altre due file erano dei sedili a divanetto che potevano essere abbattuti e ripartiti con un rapporto di 60/40.
La Outlook uscì di produzione nel 2010 a causa della soppressione del marchio Saturn, che avvenne proprio nell'ottobre di quell'anno. Il marchio Saturn venne soppresso in seguito al fallimento della trattativa di acquisto da parte della Penske Automotive.

## Gruppo motopropulsore
L'unico motore disponibile sulla Outlook era un V6 bialbero con fasatura di distribuzione su 24 valvole, che aveva una cilindrata da 3,6 L. Era offerto sia con singolo che con doppio terminale di scarico. Entrambe le versioni avevano associato un cambio automatico a sei rapporti.
| Anno      | Scarico | Motore          | Potenza | Coppia  | Cambio                                               |
| --------- | ------- | --------------- | ------- | ------- | ---------------------------------------------------- |
| 2007–2008 | Singolo | LY7 V6 da 3,6 L | 270 CV  | 331 N·m | Cambio automatico General Motors 6T75 a sei rapporti |
| 2007–2008 | Doppo   | LY7 V6 da 3,6 L | 275 CV  | 335 N·m | Cambio automatico General Motors 6T75 a sei rapporti |
| 2009      | Singolo | LLT V6 da 3,6 L | 281 CV  | 361 N·m | Cambio automatico General Motors 6T75 a sei rapporti |
| 2009      | Doppio  | LLT V6 da 3,6 L | 288 CV  | 366 N·m | Cambio automatico General Motors 6T75 a sei rapporti |

## Vendite negli Stati Uniti
| Anno | Esemplari venduti |
| ---- | ----------------- |
| 2006 | 144               |
| 2007 | 34.748            |
| 2008 | 25.340            |
| 2009 | 13.115            |
| 2010 | 3.637             |

## Sicurezza
I risultati dei test sulla sicurezza effettuati dalla National Highway Traffic Safety Administration (NHTSA) sono stati:
- Impatto frontale:
- Impatto laterale: